# Bejsebakken
Die 1999 bis 2000 im südwestlichen Teil von Aalborg in Jütland in Dänemark ausgegrabene Siedlung Bejsebakken war eine Glockenbechersiedlung aus dem Spätneolithikum (2400–1800 v. Chr.) und eine Siedlung der späten Eisenzeit. 
Aus dem Spätneolithikum stammen 23 Hausreste, die wahrscheinlich zwei aufeinanderfolgende Phasen darstellen. Sie zeugen von der Produktion von Steinwerkzeugen und -dolchen. Bejsebakken war wahrscheinlich eine kleine Siedlung, in die saisonal Menschen kamen, um Handwerke auszuüben und Handel zu treiben, insbesondere mit Norwegen und Schweden. Die räumliche Verteilung der Keramik in der Siedlung dürfte matrimoniale Traditionen widerspiegeln. 
43 Lang- und 350 Grubenhäuser, die nur teilweise gleichzeitig sind, stammen aus der späten Eisenzeit. Es gibt Spuren einer Textilproduktion in etwa der Hälfte der Häuser. Zu den weiteren Befunden gehört eine umfassende Fibelproduktion.
Bekannt ist die Bejsebakken-Fibel im Urnes-Stil.